# Las Tahonas
Las Tahonas, también conocida como km. 132, es una localidad del partido de Punta Indio, en el extremo noreste de la provincia de Buenos Aires, en el centro-este de la Argentina.

## Población
Duranta el Censo de 2010 fue considerada Población rural dispersa. En el Censo de 2001 contaba con 7 habitantes (Indec, 2001), siendo la localidad con menos habitantes de la provincia de Buenos Aires durante ese recuento.
| Gráfica de evolución demográfica de Las Tahonas entre 1991 y 2010                                    |
| |
| Fuente: Censos nacionales del INDEC. En los censos de 1991 y 2010 fue considera como población rural |